# Championnats d'Europe de cyclo-cross 2010
Navigation
Édition précédente Édition suivante
Les Championnats d'Europe de cyclo-cross 2010 se sont déroulés le 7 novembre 2010, à Francfort-sur-le-Main en Allemagne.

## Résultats

### Hommes
| Épreuves        | Or                | Argent         | Bronze           |
| --------------- | ----------------- | -------------- | ---------------- |
| Moins de 23 ans | Lars van der Haar | Elia Silvestri | Jens Adams       |
| Juniors         | Lars Forster      | Jakub Skála    | Quentin Jauregui |

### Femmes
| Épreuves | Or                   | Argent            | Bronze      |
| -------- | -------------------- | ----------------- | ----------- |
| Élites   | Daphny van den Brand | Sanne van Paassen | Helen Wyman |

## Tableau des médailles
| Rang  | Nation          | Or | Argent | Bronze | Total |
| ----- | --------------- | -- | ------ | ------ | ----- |
| 1     | Pays-Bas        | 2  | 1      | 0      | 3     |
| 2     | Suisse          | 1  | 0      | 0      | 1     |
| 3     | Italie          | 0  | 1      | 0      | 1     |
| 3     | Tchéquie        | 0  | 1      | 0      | 1     |
| 5     | Belgique        | 0  | 0      | 1      | 1     |
| 5     | France          | 0  | 0      | 1      | 1     |
| 5     | Grande-Bretagne | 0  | 0      | 1      | 1     |
| Total | Total           | 3  | 3      | 3      | 9     |